# 司徒惠
司徒惠，CBE，JP[?]（1913年4月10日—1991年7月24日），香港工程師和建築師，1963年至1978年擔任香港中文大學建築師，1964年至1974年及1970年至1976年分別嘗任立法局和行政局非官守議員。
司徒惠在1948年來港前，曾於1938年至1945年在英國深造和工作，以及在1945年至1948年受國民政府邀請參與重慶和粵北的水利工程。他在香港設計了不少建築物，當中包括香港房屋協會旗下的明華大廈、觀龍樓和樂民新村、以及香港大學柏立基學院等，後期他又主持了廣州花園酒店的設計工作。
在香港中文大學建築師任內，司徒惠一手擘劃中文大學新校址的佈局和設計，校內不少早期的重要建築物如中國文化研究所、大學行政樓、大學科學館及新翼、大學圖書館、聯合書院整個校園、新亞書院人文館和其他建築等，都是出自他的手筆。由他設計的「君子塔」和「淑女塔」水塔、惠園、以及由他贈送中大校方的朱銘雕塑「門」等，更是中大校園內的地標之一。
除了建築工作，司徒惠也嘗任行政立法兩局非官守議員，並在1967年至1974年任交通諮詢委員會主席。為表彰他對香港工程和建築界、在社會公職、以至是對籌劃中大校園等各方面的表現，他屢獲英廷授勳，也分別在1975年和1978年獲港大和中大頒授榮譽博士學位。

## 生平

### 早年生涯
司徒惠祖籍廣東開平赤坎，1913年4月10日生於中國廣東，父親司徒浣早於19世紀到香港發展，與同鄉創立生利建築公司，曾經承建的工程包括中環舊郵政總局和大潭水塘主壩等。司徒惠在家中八名兄弟姊妹中排行第二，他早年受教於香港聖保羅書院，及後負笈上海聖約翰大學，1938年獲得理學士學位畢業。畢業以後，他以英國工業界聯盟（Federation for British Industries）學人身份前赴英國深造土木工程，及後因第二次世界大戰在1939年爆發而滯留英國，遂轉往蘇格蘭，於戰時協助當地規劃水利工程和鐵路工程項目。期間，他於1941年至1943年在格拉斯哥的巴布帝、蕭爾及莫頓顧問工程公司（Babtie, Shaw & Morton, Consulting Engineers）任職助理土木工程師，及後於1943年至1945年轉到倫敦、密德蘭及蘇格蘭鐵路任職助理土木工程師。
旅英期間，司徒惠一口氣考獲土木工程師學會院員（M.I.C.E.）、機械工程師學會院員（M.I.Mech.E.）和結構工程師學會院員（M.I.Struct.E.）等資歷，在當時相當少有，另外又嘗任大不列顛及北愛爾蘭中國留學生中央聯合會主席。在日後的工作生涯當中，他又分別榮獲土木工程師學會院士（F.I.C.E.）、機械工程師學會院士（F.I.Mech.E.）、結構工程師學會院士（F.I.Struct.E.）、公共衛生工程學會院士（F.I.P.H.E.）、美國土木工程師學會院士（F.A.S.C.E.）、香港工程師學會院士（F.H.K.I.E.）、顧問工程師協會會員（M.Cons.E.）和香港顧問工程師協會會員（M.Cons.E.(HK)）等資歷。這一系列的資歷使他一人身兼土木工程師、機械工程師、結構工程師和公共衛生工程師等多重身份。

### 專業生涯
在1945年12月，司徒惠應國民政府的邀請自英返華，於重慶擔任國家資源委員會轄下全國水力發電總處的高級規劃工程師，參與規模龐大的長江三峽水力發電站興建計劃；惟後來因為項目超出預算，他被改派到粵北英德擔任滃江水力發電站計劃的總調查工程師，負責勘察和設計工作。當時雖然二次大戰剛剛結束，但司徒惠的工作需要在地勢險要的地區工作，再加上國共衝突再起，大陸局勢轉趨動盪，因此他的工作具一定的危險。在1948年，司徒惠為逃避戰亂而定居香港，未能完成在大陸的工作。多年以後，中華人民共和國政府才於1976年建成由他構思的滃江長湖水電站，而規模繁浩的三峽工程則在2009年完全竣工。
司徒惠定居香港後，開設了自己的土木工程顧問業務，正好當時的香港百廢待舉，處處大興土木，司徒惠的工程業務也就相當興旺，他自己更成為行內有名的土木和結構工程師。此外，他還開始涉足建築業，創辦司徒惠建築師事務所，自任合夥人，承接大小建築工程項目，搖身一變成為建築師。他早期參與設計和承接了蘇屋邨的興建項目，除了負責設計整個屋邨的海水沖廁系統外，又設計了其中第三期楓林樓、丁香樓、金松樓、綠柳樓及櫻桃樓五座住宅大樓。蘇屋邨位於深水埗，由1957年動土，至1963年全數落成，是港府屋宇建設委員會旗下的大型廉租屋邨，提供16座合共約5,300個單位，是當時大型的建屋項目。

位於廣州市中心越秀區的花園酒店

由司徒惠設計的項目還包括1951年落成的循道公會九龍堂、1964年啟用的北角循道學校、揉合了現代和中國傳統特色、於1967年落成啟用的香港大學柏立基學院、以及在1976年落成的商廈希慎道壹號等。此外，他又與香港房屋協會合作設計了多個屋邨，其中的代表作品計有在1962年起入伙的筲箕灣明華大廈、1968年落成的堅尼地城觀龍樓、以及位於土瓜灣、在1970年至1974年分期落成的樂民新村等。
司徒惠多年來從事建築工作，即使到70歲以後仍親身打理自己的建築師事務所，工作從不間斷。踏入八十年代，中國大陸改革開放，他也重新把目光投到大陸，參與一些建築項目的設計，當中最有名的要算開放後廣州首家五星級的花園酒店。花園酒店由香港殷富利銘澤出資興建，最初由美籍華裔建築師貝聿銘構思設計，但後改為推薦司徒惠負責，因此整座酒店都是由司徒惠主持設計。酒店由1980年奠基，至1985年落成開幕，前後興建耗時五年。司徒惠除了設計了酒店的外貌外，還堅持主持酒店的內部設計，儘管酒店內部設計配合了酒店的現代化外觀，但他仍採用了一些佛山傳統的雲石壁畫和民間剪紙設計加以點綴，為酒店的室內環境加添中國色彩。
司徒惠在香港建築界和工程界具一定份量，除了打理私人業務外，他還在1952年應邀擔任香港大學土木工程系兼任講師，後又於1960年至1961年獲選出任香港建築師公會（香港建築師學會前身）會長，以及在1961年至1963年當選出任英國的土木、機械及結構工程師聯合駐港分會主席。

### 擘劃中大

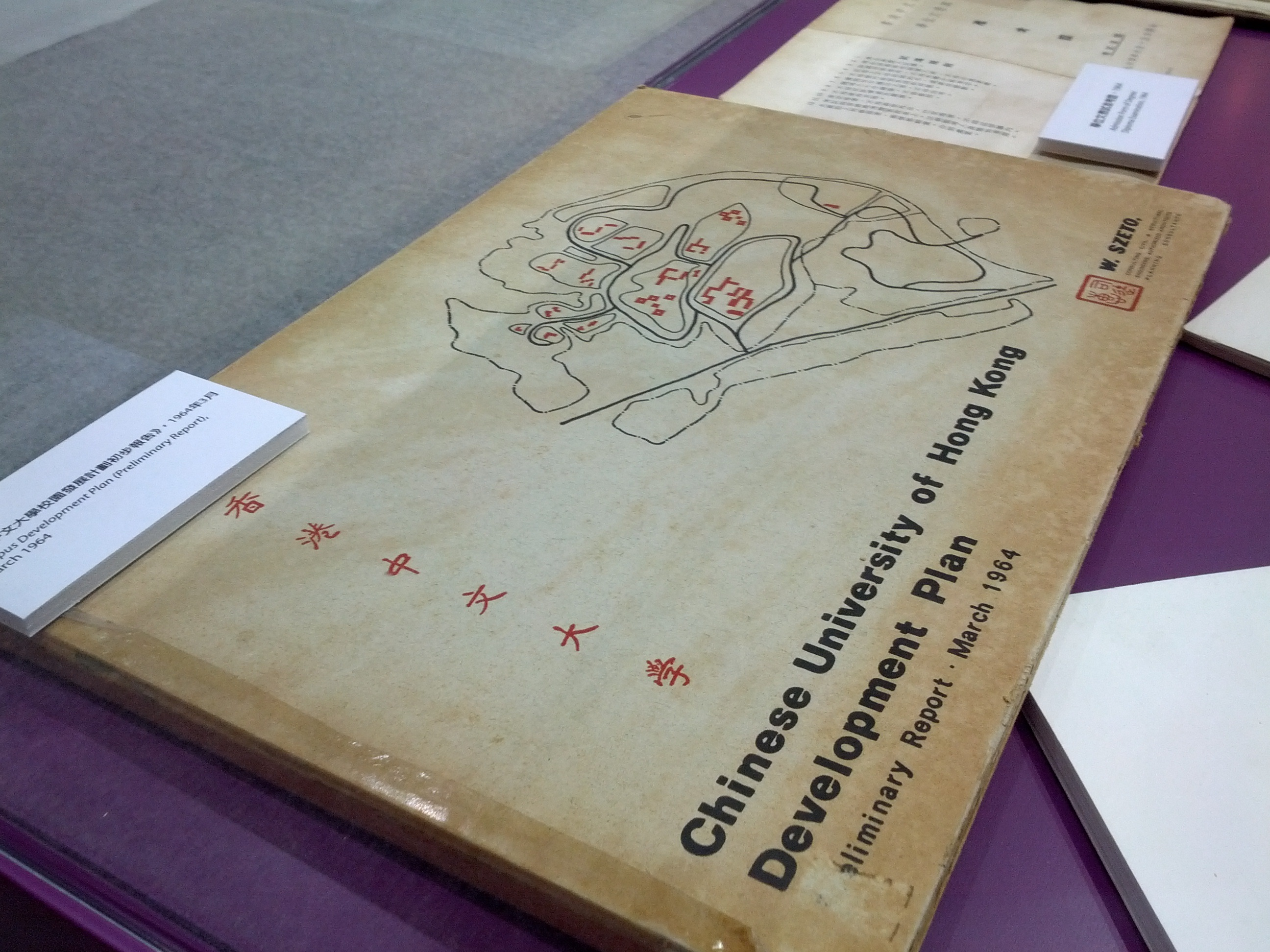
司徒惠於1964年3月發表《香港中文大學校園發展計劃初步報告書》

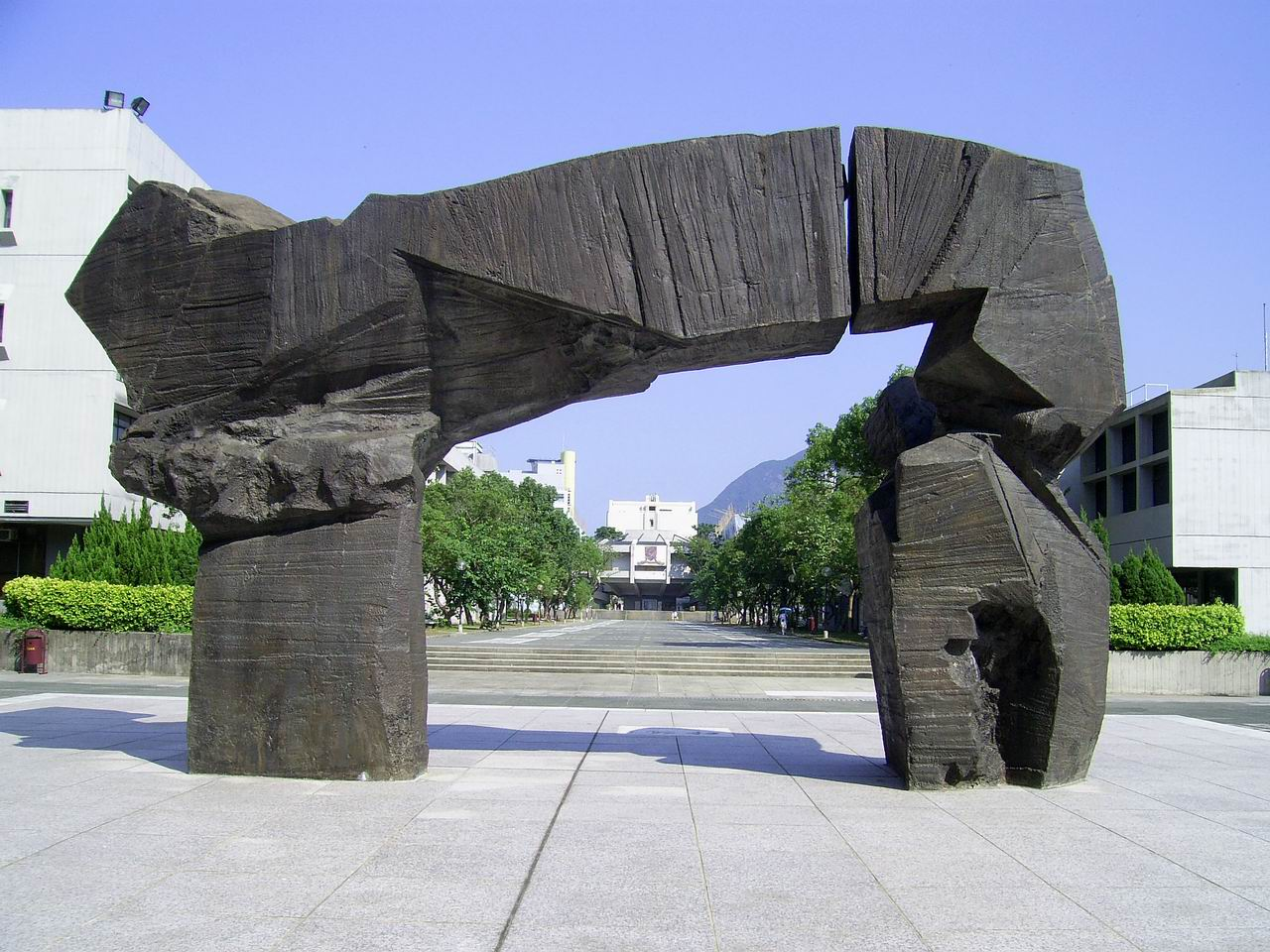
由司徒惠致贈香港中文大學的朱銘雕塑「門」

在1963年10月，港府以三家中文專上院校新亞書院、崇基學院和聯合書院合組草創香港第二家大學，是為香港中文大學，並選址於沙田馬料水佔地約273英畝的山頭作為大學校址，與崇基原有的校址為鄰。由於新址一切仍待規劃，因此新亞和聯合初時仍在舊有的校址上課，而中大校方即於1963年聘任司徒惠出任大學建築師兼「大學發展計劃」策劃人，著手擘劃中大校址的全盤發展總綱；在此以前，他已曾於1963年6月至10月出任中文大學的臨時校董會校董，參與中文大學創校前的最後準備工夫。翌年，中大校方又成立了校址籌建委員會，負責審視大學校址的各項發展項目，該委員會由中大校董會副主席利銘澤出任主席，委員除包括司徒惠以外，還計有大學校董胡百全、大學司庫利國偉（後為爵士）、以及三院院長或其代表。
在規劃「大學發展計劃」期間，司徒惠曾與不少校外建築師如貝聿銘等合作和交流，但新校址的佈局和設計均出自他的手筆。其中，司徒惠細心規劃校址所在的整個山崗，將之平整成為三個台階狀的佈局，這個設計除了善用空間以外，又得以把整個校園連在一起。按照「大學發展計劃」，中大校方即於1967年12月9日舉行大學新校址動土典禮，並邀得香港總督戴麟趾爵士主禮，整個規模繁浩的建校工程隨即展開。1969年4月2日，中大新校址首座建築物范克廉樓落成啟用，標誌著中大校方開始遷入新校址。范克廉樓是中大師生的活動場所，由美國各界人士出資捐建，而這座樓高六層、佔地4,400平方米的新大樓，即出自司徒惠的手筆。
除了范克廉樓以外，其他由司徒惠設計的中大早期重要校園建築還包括中國文化研究所、大學行政樓、大學科學館及新翼、大學圖書館、聯合書院整個校園、新亞書院人文館和其他建築、以及大學標準游泳池等。此外，分別座落於新亞書院和聯合書院、有「君子塔」和「淑女塔」之稱的兩座水塔，也是由司徒惠設計。兩座水塔遙相對望，是兩個書院的地標之一。由司徒惠設計的中大校園，格調樸實無華，以實用為原則，規劃井然；經由他設計的中大建築，大多採用「清水牆」，以營造出與附近大自然環境融為一體的氣氛。後來隨著中大校園不斷發展，興建了不少由後人設計的新式建築，或多或少對司徒惠原本設計的校園佈局受到影響。
及至1978年，大學新校址的發展已初具規模，司徒惠遂卸下一任15年的大學建築師職務，但旋獲聘任為大學名譽建築師，至1987年卸任；而他在這階段設計的中大建築物只有三幢：學生宿舍志文樓及恆生樓，以及商學/兼讀制課程教學樓馮景禧樓。在1987年12月，已經退居美國的司徒惠專程返港，出席中文大學「門」（後改稱「仲門」）及「惠園」的揭幕典禮。「門」是台灣著名雕塑家朱銘的銅鑄作品，經由司徒惠捐出後，安放於大學圖書館正對出的「烽火台」廣場正中央；至於「惠園」則毗鄰「烽火台」廣場北端，是由他親自設計和捐建的仿古羅馬風格小噴泉廣場，並以他的名字命名為「惠園」。值得一提的是，「惠園」所處地點早於七十年代的時候，曾被校方選作興建一座可容納六部升降機的升降機樓，以便連接校園本部以及位處山頂的聯合書院和新亞書院。這座升降機樓也是由司徒惠設計，但後因經費問題未有付諸實行，原址最終就變成了「惠園」。

### 其他公職
司徒惠在香港期間也擔任不少與建築相關的公職，當中包括嘗任工務局、英國工務部和香港房屋協會的結構工程顧問，另外又義務擔任過聖約翰救傷會及救傷隊、紅十字會和救世軍的名譽建築師，以及英聯邦救濟兒童基金會委員和香港大學校董等。在建築界和工程界表現突出的他，也獲港府授以不同公職，當中包括出任租務法庭委員會委員、東華三院顧問局成員、城市設計委員會委員和勞工顧問委員會委員等。
司徒惠自1964年8月起獲港督戴麟趾爵士起用為立法局臨時非官守議員，至1965年6月正式成為立法局非官守議員。他在局內曾任工務小組委員會和財務委員會委員，並對城市規劃、工務、禁毒和交通等議題有特別的興趣。在1967年至1974年期間，他還兼任交通諮詢委員會主席，任內參與處理不少交通事務，包括就地鐵建造、立法規管小巴經營、公共交通車資調整和多項新建道路如海底隧道等提供意見。在1972年，司徒惠進而獲港督麥理浩爵士任用，兼任行政局非官守議員，儘管他在1974年6月卸任立法局的職務，但仍留任行政局至1976年才告引退。鑑於司徒惠在行政立法兩局供職前後超過10年，因此他退任行政局時，特獲英女皇伊利沙伯二世御准可終身使用兩局議員尊享的「閣下」（The Honourable）頭銜。
為肯定他對香港工程和建築界、在兩局供職、以至是對籌劃中大校園等各方面的表現，司徒惠早於1964年11月20日獲港府奉委為非官守太平紳士，嗣後又先後於1967年英女皇壽辰授勳名單和1974年元旦授勳名單獲英廷頒授OBE勳銜和CBE勳銜；香港大學和香港中文大學也先後於1975年和1978年特地向他頒授名譽理學博士學位和名譽法學博士學位。

### 晚年生涯
司徒惠在1985年開展退休生涯，離開香港，長居於美國紐約，繪畫成為了他閒時的主要活動。晚年的他仍常遊歷各地，並不時重臨香港；在1991年7月24日，司徒惠身在法國巴黎期間心臟病病發逝世，終年78歲。

## 個人生活
司徒惠於1951年4月12日在香港娶殷商梁達卿之女梁雪馨（Sheila Leung）為妻，兩人共有兩子兩女，全部都在美國定居，除了長女從事醫學研究以外，其餘三人均從事建築設計的工作。司徒惠熱愛繪畫，曾舉辦過多場個人畫展，他早年從上海的聖約翰大學畢業後，甚至曾打算到法國巴黎學習藝術，但因父親反對，最終才到英國深造土木工程。他生前也是英皇御准香港賽馬會、美國會和香港鄉村俱樂部的會員。

## 部份作品
- 蘇屋邨金松樓及楓林樓
- 明華大廈
- 觀龍樓
- 樂民新村
- 香港大學柏立基學院
- 希慎道壹號
- 香港中文大學科學館
- 香港中文大學圖書館與朱銘的「門」雕塑
- 整個聯合書院都是由司徒惠設計
- 新亞書院地標之一的「君子塔」

## 榮譽

### 殊勳^
- 非官守太平紳士（J.P.） （1964年11月20日[20]）
- 英帝國官佐勳章 （O.B.E.） （1967年英女皇壽辰授勳名單[21]）
- 英帝國司令勳章 （C.B.E.） （1974年元旦授勳名單[22]）

### 名譽學位
- 名譽理學博士
  - 香港大學 （1974年[5]）
- 名譽法學博士
  - 香港中文大學 （1978年[7]）

### 專業資歷
- 土木工程師學會院士（F.I.C.E.）[1]
- 機械工程師學會院士（F.I.Mech.E.）[1]
- 結構工程師學會院士（F.I.Struct.E.）[1]
- 公共衞生工程學會院士（F.I.P.H.E.）[1]
- 美國土木工程師學會院士（F.A.S.C.E.）[1]
- 香港工程師學會院士（F.H.K.I.E.）[1]
- 顧問工程師協會會員（M.Cons.E.）[1]
- 香港顧問工程師協會會員（M.Cons.E.(HK)）[1]

### 以他命名的事物
- 惠園（The Forum）：位於香港中文大學本部校園「烽火台」廣場北端。[15]

## 注腳
1. 1 2 3 4 5 6 7 8 9 10 11 12 13 14 15  Sinclair (1984), p.325.
2. 1 2 3 4 5 6 7 8 9 10 11 12 13 14 15 16 17 18 19 20 21  何思萃（1985年）
3. 1 2 3  〈司徒惠梁雪馨昨日結婚〉（1951年4月13日）
4. ↑  〈建築商司徒浣昨晨逝世〉（1948年9月9日）
5. 1 2 3 4 5 6 7 8 9 10 11 12 13 14 15 16  "The Hon Wai SZETO" (1975)
6. ↑  Hopkins (1971), p.130.
7. 1 2 3 4 5 6 7  〈讚詞：司徒惠議員〉（1978年）
8. ↑  〈校址籌建委員會〉（1964年10月）
9. 1 2 3  〈大學科學館的建築師〉（1975年）
10. ↑  〈本大學新校址舉行動土典禮〉（1968年1月）
11. 1 2  〈范克廉樓開幕典禮〉（1969年4月）
12. ↑  〈中大大學圖書館開幕〉（1973年1月）
13. 1 2  〈校園標記逐一點〉（1992年1月）
14. 1 2 3  〈校園建築設計〉（1993年6月）
15. 1 2 3 4 5  〈「門」及「惠園」揭幕典禮〉（1987年）
16. 1 2  〈幾番波折－升降機樓變惠園〉（1990年12月）
17. ↑  〈英女王壽辰授勳名單公佈〉（1967年6月10日）
18. 1 2  〈英女王元旦授勳本港人士四十六人受勳名單〉（1974年1月3日）
19. ↑  "Issue 47004", London Gazette, 2 September 1976, p.1.
20. 1 2  岑維休主編（1980年），頁96。
21. 1 2  "Supplement to Issue 44326 （页面存档备份，存于）", London Gazette, 2 June 1967, p. 21.
22. 1 2  "Supplement to Issue 46162 （页面存档备份，存于）", London Gazette, 28 December 1973, p. 18.
23. ↑  〈訃告〉（1991年8月）

### 中文資料
- 〈建築商司徒浣昨晨逝世〉，《華僑日報》第二張第三頁，1948年9月9日。
- 〈司徒惠梁雪馨昨日結婚〉，《工商日報》第六頁，1951年4月13日。
- 〈校址籌建委員會（页面存档备份，存于）〉，《中文大學校刊》第一卷第四期。香港：香港中文大學，1964年10月。
- 〈英女王壽辰授勳名單公佈〉，《工商日報》第五頁，1967年6月10日。
- 〈本大學新校址舉行動土典禮（页面存档备份，存于）〉，《中文大學校刊》第四卷第四期。香港：香港中文大學，1968年1月。
- 〈范克廉樓開幕典禮（页面存档备份，存于）〉，《中文大學校刊》第五卷第七期。香港：香港中文大學，1969年4月。
- 〈中大大學圖書館開幕（页面存档备份，存于）〉，《中文大學校刊》第九卷第四期。香港：香港中文大學，1973年1月。
- 〈英女王元旦授勳本港人士四十六人受勳名單〉，《華僑日報》第二張第二頁，1974年1月3日。
- 〈大學科學館的建築師（页面存档备份，存于）〉，《中文大學校刊》一九七五年夏。香港：香港中文大學，1975年。
- 〈讚詞：司徒惠議員（页面存档备份，存于）〉，《中文大學校刊》一九七八年冬。香港：香港中文大學，1978年。
- 岑維休主編，《香港年鑑》。香港：華僑日報，1980年。
- 何思萃撰，〈中文大學的建造者司徒惠〉，《明報》，1985年。
- 〈「門」及「惠園」揭幕典禮（页面存档备份，存于）〉，《中文大學校刊》一九八七年第五期。香港：香港中文大學，1987年。
- 〈幾番波折－升降機樓變惠園（页面存档备份，存于）〉，《中文通訊》第13期。香港：香港中文大學，1990年12月。
- 〈訃告（页面存档备份，存于）〉，《中文通訊》第21期。香港：香港中文大學，1991年8月。
- 〈校園標記逐一點（页面存档备份，存于）〉，《中大通訊》第26期。香港：香港中文大學，1992年1月。
- 〈校園建築設計（页面存档备份，存于）〉，《中大通訊》第43期。香港：香港中文大學，1993年6月。

### 英文資料
- Hopkins, Keith, Hong Kong: the Industrial Colony: a Political, Social and Economic Survey. Oxford University Press, 1971.
- "The Hon Wai SZETO（页面存档备份，存于）", HKU Honorary Graduates. HK: The University of Hong Kong, 1975.
- Sinclair, Kevin, Who's Who in Hongkong. HK: Database Pub., 1984.

## 外部連結
- 中文大學的建造者司徒惠

| 其他職務            | 其他職務                         | 其他職務            |
| ------------------- | -------------------------------- | ------------------- |
| 前任： H·G·F·魯賓遜 | 香港建築師公會會長 1960年-1961年 | 繼任： W·G·格列高利 |
| 官衔                |                                  |                     |
| 前任： 簡悅強議員   | 交通諮詢委員會主席 1967年-1974年 | 繼任： 盧秉信議員   |